# Amayapampa
Amayapampa ist eine Ortschaft im Departamento Potosí im Hochland des südamerikanischen Anden-Staates Bolivien.

## Lage im Nahraum
Amayapampa ist zentraler Ort des Kanton Amayapampa im Municipio Chayanta in der Provinz Rafael Bustillo. Amayapampa liegt auf einer Höhe von 3994 m in einem der Hochtäler der Cordillera Azanaques östlich des Río Chayanta.

## Geographie
Amayapampa liegt östlich des bolivianischen Altiplano im nördlichen Abschnitt der Cordillera Central. Die Vegetation ist die der Puna, das Klima ein typisches Tageszeitenklima, bei dem die mittleren täglichen Temperaturschwankungen deutlicher ausfallen als die jahreszeitlichen Schwankungen.
Die Jahresdurchschnittstemperatur der Region liegt bei 9 °C, die Monatsdurchschnittswerte schwanken zwischen knapp 5 °C im Juni/Juli und 11 °C von November bis März (siehe Klimadiagramm Uncía). Der Jahresniederschlag beträgt 370 mm und fällt vor allem in den Sommermonaten, die aride Zeit mit Monatswerten von maximal 10 mm dauert von April bis Oktober.

## Verkehrsnetz
Amayapampa liegt in einer Entfernung von 140 Straßenkilometern südöstlich von Oruro, der Hauptstadt des benachbarten Departamento Oruro.
Von Oruro führt die asphaltierte Nationalstraße Ruta 1 in südlicher Richtung 22 Kilometer über Vinto nach Machacamarquita, acht Kilometer nördlich von Machacamarca gelegen. In Machacamarquita zweigt die Ruta 6 in südöstlicher Richtung ab und erreicht über Huanuni und über Passhöhen von mehr als 4500 m nach 79 Kilometern die Stadt Llallagua. Von dort führt die Ruta 6 weitere sieben Kilometer in die Provinzhauptstadt Uncía. Hier zweigt eine unbefestigte Landstraße nach Osten ab und erreicht nach siebzehn Kilometern die Stadt Chayanta. Von hier geht es noch einmal zwei Kilometer in nördlicher Richtung und dann weitere dreizehn Kilometer in Serpentinen nach Südosten bis Amayapampa.

## Bevölkerung
Die Einwohnerzahl der Stadt Amayapampa ist in den vergangenen beiden Jahrzehnten auf das Dreifache angestiegen:
| Jahr                    | 1992  | 2001  | 2012  | 2024 |
| ----------------------- | ----- | ----- | ----- | ---- |
| Einwohner               | 345   | 837   | 1.035 |      |
| Quelle (Volkszählungen) | [ 1 ] | [ 2 ] | [ 3 ] |      |

Die Region weist einen deutlichen Anteil an Quechua-Bevölkerung auf, im Municipio Chayanta sprechen 95,6 % der Bevölkerung Quechua.